# Maackia ellipticocarpa
Maackia ellipticocarpa är en ärtväxtart som beskrevs av Elmer Drew Merrill. Maackia ellipticocarpa ingår i släktet Maackia och familjen ärtväxter. Inga underarter finns listade i Catalogue of Life.